# コマ (彗星)

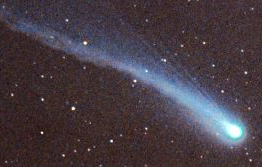
池谷・張彗星の明るいコマ（写真右下の明るい部分、2002年3月撮影）

コマ（英: coma）とは、彗星核の周囲を取り巻くエンベロープ（星雲状のガスやダスト）につけられた名称である。ラテン語に由来し『髪の毛』を意味する。彗星が長楕円軌道の近日点近くを通過する頃、太陽エネルギーにより彗星本体が温められてその一部が昇華したものである。
コマはおもに氷とダスト（塵）からなる。ダストのなかの大きな粒子は彗星の軌道上にとり残されて散らばり、小さな粒子は太陽の放射圧によって吹き飛ばされて彗星の尾をつくる。
このため彗星を望遠鏡で観察すると『ぼんやり』としており、恒星と区別がつく。NASAのスターダスト計画は彗星のコマのサンプル採集が目的である。
彗星の軌道が地球の軌道と交差するものでは、このダストの粒子が流星雨となって観察される。